# 鈴木J族引擎
鈴木J族引擎是1990年代至2000年代之間日本鈴木公司開發製造的往復式汽油引擎，共通設計為直列四缸、DOHC、16汽門的結構。其中J18A型引擎有時記作「G18K型」，實際上兩者是相同的。

## J18/J18A型
排氣量1,839c.c.的J18/J18A型，其壓縮比9.8：1，缸徑84.0mm、行程83.0mm，最大馬力135ps / 6,500rpm、扭力峰值16.0kg·m / 3,000rpm。車型：
1. 1995年-2002年：第三代鈴木Cultus Crescent Wagon、鈴木Esteem（鈴木Cultus外銷版名稱）
2. 1996年-2000年：第一、二代鈴木Escudo

## J20/J20A型
J20/J20A型的排氣量乃1,995c.c.，缸徑84.0mm、衝程90.0mm，壓縮比10.5：1，最大馬力145ps / 6,000rpm、最大扭力19.7kg·m / 4,000rpm。車型：
1. 1997年-1999年：第二代馬自達Proceed Levante
2. 1997年-2008年：第二、三代鈴木Escudo
3. 1999年-2004年：第二代雪佛蘭Tracker（英语：Chevrolet Tracker）
4. 2001年-2007年：鈴木Liana
5. 2006年迄今：第一、二代鈴木SX4

## J23A型
排氣量2,290c.c.的J23A型引擎之缸徑90.0mm、衝程90.0mm，最大馬力156hp / 5,400rpm、最大扭力20.1kg·m / 3,000rpm。車型：
1. 2001年-2007年：鈴木Liana

## J24B型

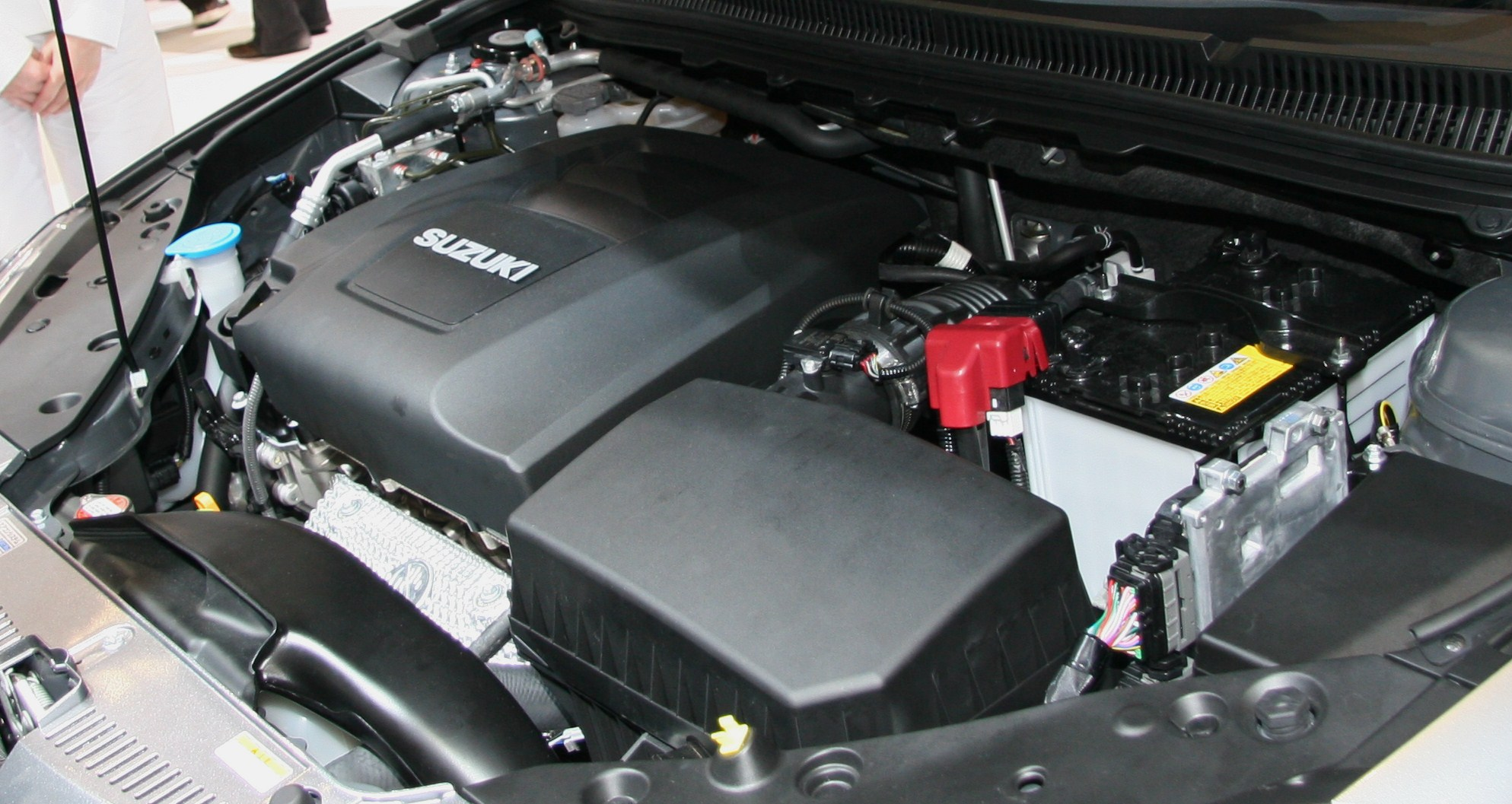
鈴木Kizashi的J24B型引擎

J24B型的排氣量是2,393c.c.，缸徑92.0mm、衝程90.0mm，壓縮比10.0：1，可輸出最大馬力178ps / 6,500rpm、扭力峰值170lb-ft / 4,000rpm。此外，這具引擎具有鈴木公司史上首度採用的旋轉閥式可變進氣系統、平衡軸等元件。車型：
1. 2008年迄今：第三代鈴木Escudo
2. 2009年-2014年：鈴木Kizashi

## 內部連結
- 鈴木引擎列表

## 外部連結
- （日語）スズキ：J18A型エンジン
- （日語）スズキ：J20A型エンジン